# Sándor Asztalos (cel bătrân)
Sándor Asztalos (cel Bătrân) (n. 31 august 1890, Oradea -d. 14 august 1959, Budapesta) a fost un scriitor, jurnalist și nuvelist maghiar.